# Група української національної молоді

Титульний аркуш друкованого видання ГУНМ в Празі «Національна Думка»

Група Української Національної Молоді (ГУНМ) — ідеологічне об'єднання української націоналістично орієнтованої молоді, що у 1929 р. стало одним з організацій-творців ОУН.
Організація була утворена 1922 року в середовищі українського вояцтва, зосередженого в Йозефові і Ліберці (Чехословаччина).
Навесні 1924 р. у Празі з ініціативи ГУНМ відбувся з'їзд української національної молоді, на якому ГУНМ було організаційно оформлено шляхом прийняття ідеологічної програми та обрання центрального виконавчого органу (Екзекутиви).
Згодом осередки ГУНМ утворилися в Празі, Брні, Пшебрані, Леобені, Відні. За свідченням доктора Степана Нижанковського, осередок ГУНМ було утворено у Львові.
Для легалізації своєї діяльності ГУНМ було прилучено на правах секції до Української Академічної Громади в Чехословацькій республіці.
Протягом свого існування через ГУНМ пройшло близько 1000 осіб, здебільшого студенти та колишні українські військовики, більшість з яких становили галичани. Наддніпрянських українців в ГУНМ ніколи не було більше третини.

Кошторис, складений видавництвом «Легіографія», де видавався журнал «Національна Думка». 1927 року.

 На з'їзді української національної молоді було також вирішено видавати пресовий орган ГУНМ — газету «Національну Думка». З квітня 1924 р. газета випускалася літографічно, а з літа 1926 р. до кінця 1927 р. виходила друком.
Першим редактором «Національної Думки» був доктор Іван Гижа, а його заступником — Мирон Коновалець.
Після виїзду Гижі до краю в 1926 р. газету редагувала колегія у складі доктора Степана Нижанковського та Ілярія Ольхового. З літа 1926 р. редактором «Національної Думки» був Олесь Бабій, з літа 1927 р. — Володимир Мартинець.
Серед визначних діячів ГУНМ варто відзначити також доктора Юліана Вассияна.